# Xinguara
Xinguara este un oraș din statul Pará (PA), Brazilia.